# Henriette Rettich
Henriette Rettich, eigentlich: Henrieta Anna Joanna Rettig, auch: Jindřiška Rettigová, (* 10. Juni 1813 in Prelauc, Bezirk Pardubitz, Königreich Böhmen; † 14. September 1854 in München, Königreich Bayern) war eine böhmisch-deutsche Koloratursopranistin.

## Leben
Ihre Eltern waren der Beamte und Schriftsteller Jan Alois Sudiprav Rettig (1774–1844) und die Schriftstellerin Magdaléna Dobromila Rettigová (1785–1845). Ausgebildet wurde Henriette am Konservatorium in Prag. Von 1834 bis 1839 war sie Mitglied des Prager Ständetheaters. Danach trat sie in Wien und Graz auf. Ab 1842 gehörte sie zum Ensemble der Münchner Hofoper. Dort sang sie in mehreren Erstaufführungen: die Eudoxia in Die Jüdin (1842), Gretchen in Der Wildschütz (1844), Elektra in Idomeneo (1845), die Titelfiguren in Lucrezia Borgia (1846) und in Martha (1848), und Bertha in Der Prophet (1850). Als ihre Glanzrolle galt Marguerite de Valois, Königin von Navarra, in Die Hugenotten. Sie zählte zu den damals besten Koloratursängerinnen.
Rettich wurde 1854 ein Opfer der in München grassierenden Cholera-Epidemie. Ihre Grabstätte befindet sich auf dem Alten Südlichen Friedhof in München.